# Bronson (Míchigan)
Bronson es una ciudad ubicada en el condado de Branch en el estado estadounidense de Míchigan. En el Censo de 2010 tenía una población de 2349 habitantes y una densidad poblacional de 0,66 personas por km².

## Geografía
Bronson se encuentra ubicada en las coordenadas 41°52′20″N 85°11′27″O / 41.87222, -85.19083. Según la Oficina del Censo de los Estados Unidos, Bronson tiene una superficie total de 3548.28 km², de la cual 3540.5 km² corresponden a tierra firme y (0.22%) 7.77 km² es agua.

## Demografía
Según el censo de 2010, había 2349 personas residiendo en Bronson. La densidad de población era de 0,66 hab./km². De los 2349 habitantes, Bronson estaba compuesto por el 89.78% blancos, el 0.77% eran afroamericanos, el 0.55% eran amerindios, el 0.6% eran asiáticos, el 0.04% eran isleños del Pacífico, el 6.22% eran de otras razas y el 2.09% pertenecían a dos o más razas. Del total de la población el 15.41% eran hispanos o latinos de cualquier raza.